# Panama Challenger 2014
Il Panama Challenger 2014, noto anche come Visit Panamá Cup, è stato un torneo di tennis, noto anche come Visit Panamá Cup, facente parte della categoria ATP Challenger Tour nell'ambito dell'ATP Challenger Tour 2014. È stata la 3ª edizione del torneo che si è giocato a Panama, la capitale dell'omonimo stato, dal 17 al 23 marzo 2014 su campi in terra rossa e aveva un montepremi di $40,000+H.

## Partecipanti singolare

### Teste di serie
| Nazionalità | Giocatore             | Ranking* | Testa di serie |
| ----------- | --------------------- | -------- | -------------- |
| Spagna      | Albert Ramos Viñolas  | 84       | 1              |
| Slovacchia  | Martin Kližan         | 88       | 2              |
| Austria     | Andreas Haider-Maurer | 117      | 3              |
| Argentina   | Facundo Bagnis        | 109      | 4              |
| Argentina   | Facundo Argüello      | 121      | 5              |
| Romania     | Adrian Ungur          | 122      | 6              |
| Spagna      | Pere Riba             | 124      | 7              |
| Slovenia    | Blaž Rola             | 128      | 8              |

- Ranking al 10 marzo 2014.

### Altri partecipanti
Giocatori che hanno ricevuto una wild card:
- Cristian Garín
- Emilio Gómez
- Jose Gilbert Gomez
- Jesse Witten

Giocatori che sono passati dalle qualificazioni:
- Jason Kubler
- Thiago Monteiro
- Antonio Veić
- Marco Trungelliti

## Vincitori

### Singolare
Pere Riba ha battuto in finale  Blaž Rola con il punteggio di 7–5, 5–7, 6–2

### Doppio
František Čermák /  Michail Elgin hanno battuto in finale  Martín Alund /  Guillermo Durán con il punteggio di 4–6, 6–3, [10–8]